# Fernando Tatís
Pour son fils, voir Fernando Tatís Jr..
Fernando Tatís (né le 1er janvier 1975 à San Pedro de Macorís, République dominicaine) est un joueur de baseball qui a joué dans les Ligues majeures de 1997 à 2010.
Tatís est le seul joueur de l'histoire des Ligues majeures à avoir réussi deux grands chelems dans une même manche.
Il est le père de Fernando Tatís Jr., aussi joueur de baseball.

## Carrière

### Rangers du Texas
Fernando Tatís signe son premier contrat professionnel en 1992 avec les Rangers du Texas. Il dispute avec eux son premier match dans les majeures le 26 juillet 1997. Il réussit son premier coup sûr, un simple aux dépens du lanceur des White Sox de Chicago Wilson Alvarez, et produit son premier point en carrière dans cette partie. Le lendemain, toujours face aux White Sox, il claque son premier coup de circuit au plus haut niveau, un coup en solo aux dépens de Danny Darwin.

### Cardinals de Saint-Louis
Après avoir amorcé la saison 1998 au Texas, Tatis est échangé le 31 juillet. Les Rangers le cèdent aux Cardinals de Saint-Louis en compagnie du lanceur Darren Oliver et du voltigeur Mike Little afin d'acquérir le lanceur Todd Stottlemyre et l'arrêt-court Royce Clayton. Tatis termine la saison à Saint-Louis. En 150 parties au total dans cette saison, il affiche une moyenne au bâton de 0,276 avec 11 coups de circuit et 58 points produits.
Tatis est une révélation pour les Cardinals en 1999 alors qu'il présente une moyenne de 0,298 avec 34 coups de circuit et 107 points produits. À ces deux sommets personnels, il ajoute ses plus hauts totaux de coups sûrs (160), de points marqués (104) et de buts volés (21) en une seule saison. Le 23 avril 1999, il passe à l'histoire en devenant le premier, et depuis le seul, joueur de l'histoire des majeures à frapper deux grands chelems en une même manche : au Dodger Stadium de Los Angeles, il expédie une offrande de Chan Ho Park par-dessus la clôture du champ gauche alors que les coussins sont tous occupés et qu'il n'y a aucun retrait en troisième manche; puis, après que huit autres frappeurs se soient présentés au bâton face aux Dodgers, Tatis frappe de nouveau un circuit avec les buts remplis, encore face au lanceur Park, toujours dans la partie. Ceci conclut une manche de 11 points dans un match remporté 12-5 par Saint-Louis. Tatis termine la soirée avec un impressionnant total de huit points produits.

### Expos de Montréal
En 2000, ses performances sont limitées par les blessures et Tatis rate beaucoup de matchs des Cardinals. Le 14 décembre 2000, les Cards l'échangent, ainsi que le lanceur Britt Reames, aux Expos de Montréal, en retour des lanceurs Dustin Hermanson et Steve Kline. Le joueur de troisième but passe trois saisons à Montréal, mais ne joue dans un nombre appréciable de parties qu'en 2002, alors qu'il n'affiche qu'une faible moyenne au bâton de,228 en 114 parties jouées, avec 15 circuits et 55 points produits.

### Retour en République dominicaine
Devenu agent libre, il est invité au camp d'entraînement des Devil Rays de Tampa Bay au printemps 2004, mais est retranché avant le début de la saison régulière. Tatis décide de retourner en République dominicaine, où il désire faire construire une église dans sa ville natale, et interrompt sa carrière pendant deux ans.

### Orioles de Baltimore
Signé par les Orioles de Baltimore fin 2005, il entreprend la saison 2006 aux États-Unis en ligues mineures et dispute finalement quelques parties avec le grand club, qui l'utilise dans le rôle de frappeur désigné.

### Mets de New York
Après avoir passé la saison 2007 dans les mineures avec un club affilié aux Mets de New York, il refait surface dans les majeures avec les Mets en 2008. La formation new-yorkaise l'utilise principalement au champ extérieur la première de ses trois années dans la métropole, et les deux saisons suivantes au premier but. Tatis affiche en 2008 une belle moyenne de,297 en 92 parties, avec 47 points produits. En 2009, il joue 125 matchs, son plus haut total depuis 1999, frappe pour,282 et produit 48 points. En raison de blessures à l'épaule, il ne dispute que 41 parties au cours de la saison 2010, et sa moyenne au bâton n'est que de 0.185.
Tout au long de sa carrière, Fernando Tatis a été un joueur sujet aux blessures, certaines suscitant la moquerie, comme lorsqu'il rata un match pré-saison en 2009 après s'être réveillé avec la paume de la main endolorie.

### International
Fernando Tatis a fait partie de l'équipe dominicaine à la Classique mondiale de baseball en 2009.